# Rouvres-la-Chétive
Rouvres-la-Chétive és un municipi francès, situat al departament dels Vosges i a la regió del Gran Est. L'any 2007 tenia 435 habitants.

## Demografia

### Població
El 2007 la població de fet de Rouvres-la-Chétive era de 435 persones. Hi havia 174 famílies, de les quals 36 eren unipersonals (12 homes vivint sols i 24 dones vivint soles), 63 parelles sense fills, 63 parelles amb fills i 12 famílies monoparentals amb fills.
La població ha evolucionat segons el següent gràfic:
Habitants censats

### Habitatges
El 2007 hi havia 197 habitatges, 175 eren l'habitatge principal de la família, 8 eren segones residències i 13 estaven desocupats. 190 eren cases i 7 eren apartaments. Dels 175 habitatges principals, 150 estaven ocupats pels seus propietaris, 23 estaven llogats i ocupats pels llogaters i 3 estaven cedits a títol gratuït; 2 tenien una cambra, 4 en tenien dues, 12 en tenien tres, 36 en tenien quatre i 121 en tenien cinc o més. 160 habitatges disposaven pel capbaix d'una plaça de pàrquing. A 69 habitatges hi havia un automòbil i a 95 n'hi havia dos o més.

### Piràmide de població
La piràmide de població per edats i sexe el 2009 era:
| Homes | Edats   | Dones |
| ----- | ------- | ----- |
| 1     | 95 o +  | 1     |
| 2     | 90 a 94 | 1     |
| 3     | 85 a 89 | 4     |
| 1     | 80 a 84 | 0     |
| 10    | 75 a 79 | 6     |
| 7     | 70 a 74 | 9     |
| 5     | 65 a 69 | 13    |
| 11    | 60 a 64 | 12    |
| 3     | 55 a 59 | 6     |
| 14    | 50 a 54 | 11    |
| 22    | 45 a 49 | 13    |
| 19    | 40 a 44 | 20    |
| 14    | 35 a 39 | 14    |
| 11    | 30 a 34 | 10    |
| 9     | 25 a 29 | 9     |
| 16    | 20 a 24 | 9     |
| 15    | 15 a 19 | 12    |
| 21    | 10 a 14 | 11    |
| 11    | 5 a 9   | 16    |
| 10    | 0 a 4   | 9     |

## Economia
El 2007 la població en edat de treballar era de 289 persones, 223 eren actives i 66 eren inactives. De les 223 persones actives 205 estaven ocupades (109 homes i 96 dones) i 19 estaven aturades (8 homes i 11 dones). De les 66 persones inactives 25 estaven jubilades, 21 estaven estudiant i 20 estaven classificades com a «altres inactius».

### Ingressos
El 2009 a Rouvres-la-Chétive hi havia 181 unitats fiscals que integraven 464 persones, la mediana anual d'ingressos fiscals per persona era de 16.334 €.

### Activitats econòmiques
Dels 15 establiments que hi havia el 2007, 2 eren d'empreses extractives, 2 d'empreses de fabricació d'altres productes industrials, 3 d'empreses de construcció, 3 d'empreses de comerç i reparació d'automòbils, 1 d'una empresa d'hostatgeria i restauració, 2 d'empreses immobiliàries i 2 d'empreses de serveis.
Dels 3 establiments de servei als particulars que hi havia el 2009, 1 era un paleta, 1 fusteria i 1 empresa de construcció.
L'any 2000 a Rouvres-la-Chétive hi havia 13 explotacions agrícoles que ocupaven un total de 870 hectàrees.

## Equipaments sanitaris i escolars
El 2009 hi havia una escola elemental.

## Poblacions més properes
El següent diagrama mostra les poblacions més properes.